# 好日子 (網路劇)
《好日子》（韓語：좋은 날）為韓國LINE TV自2014年12月19日播出的網路劇。故事內容講述一對男女相遇在初冬時節的濟州島，以美麗風光所展開的一段輕鬆愛情故事。

## 演員陣容

### 主要人物
| 演員   | 角色   | 介紹                           |
| 蘇志燮 | 金志浩 | 跟前女友分手後來濟州島散心。   |
| 金智媛 | 金芝昊 | 因採訪來濟州島訪問的雜誌編輯。 |

### 其他人物
| 演員   | 角色 | 介紹                     |
| 李鐘赫 | 英浩 | 志浩哥哥。               |
| 林珠銀 |      | 志浩前女友。             |
| 李宗泫 |      | 路上偶遇的情侶檔的男生。 |
| 鄭美美 |      | 路上偶遇的情侶檔的女生。 |
| 河在淑 |      | 芝昊好友。               |
| 金英雄 |      |                          |
| 金美京 |      |                          |
| 白承熙 |      |                          |

## 外部連結
- Line TV中文官方網站 （页面存档备份，存于）